# غراب
الغراب (بالإنجليزية: Raven) هو اسم شائع يطلق على طيور كبيرة الحجم من جنس الغراب. استخدم الفايكنج بعض فصائله في إبحارهم، حيث أنّه يتّجه نحو اليابسة وهو في عرض البحر إذا ما وجدها أقرب من 200 ميلاً.

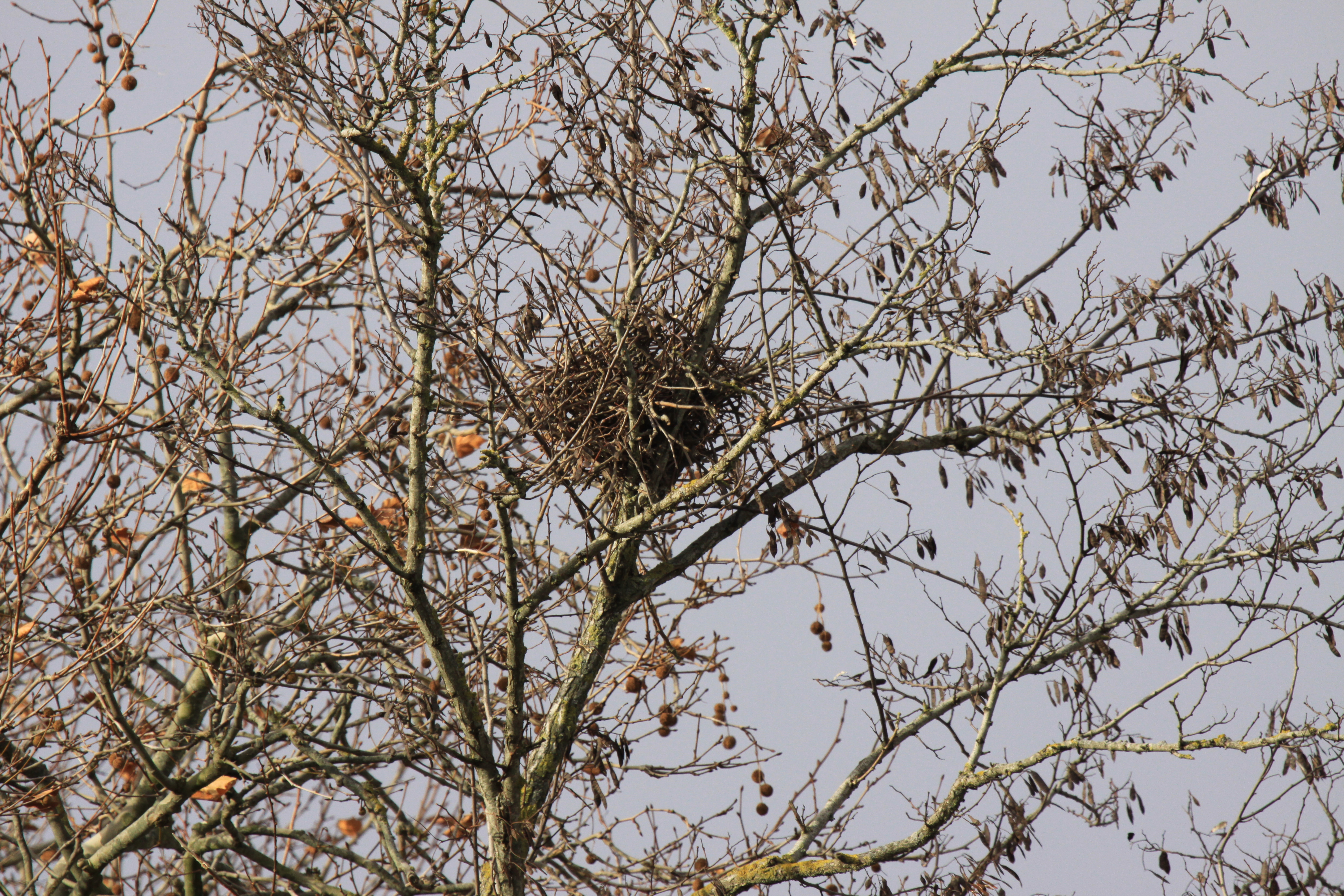
عش الغراب على شجرة

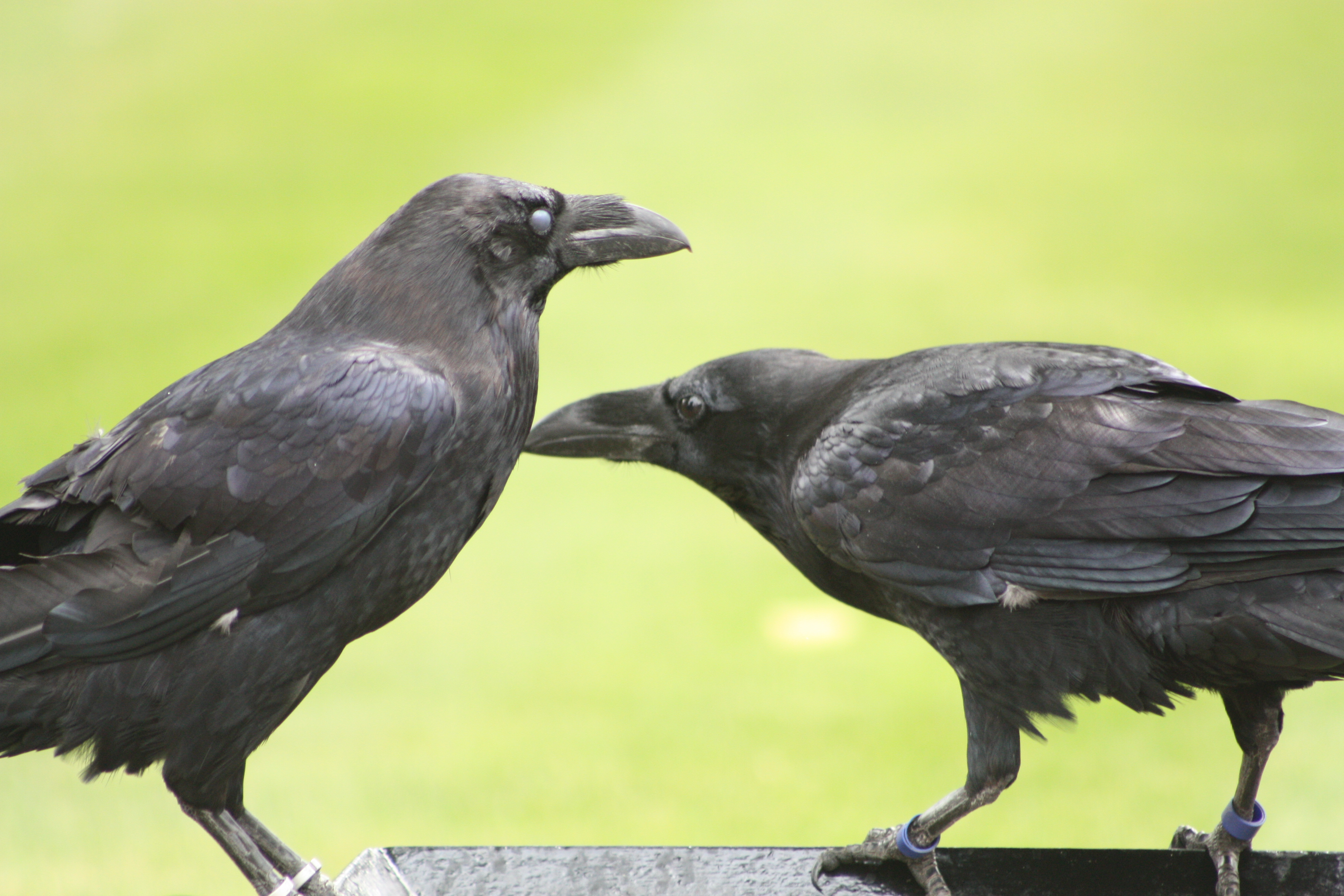
غرابان حول برج لندن.

## معرض صور

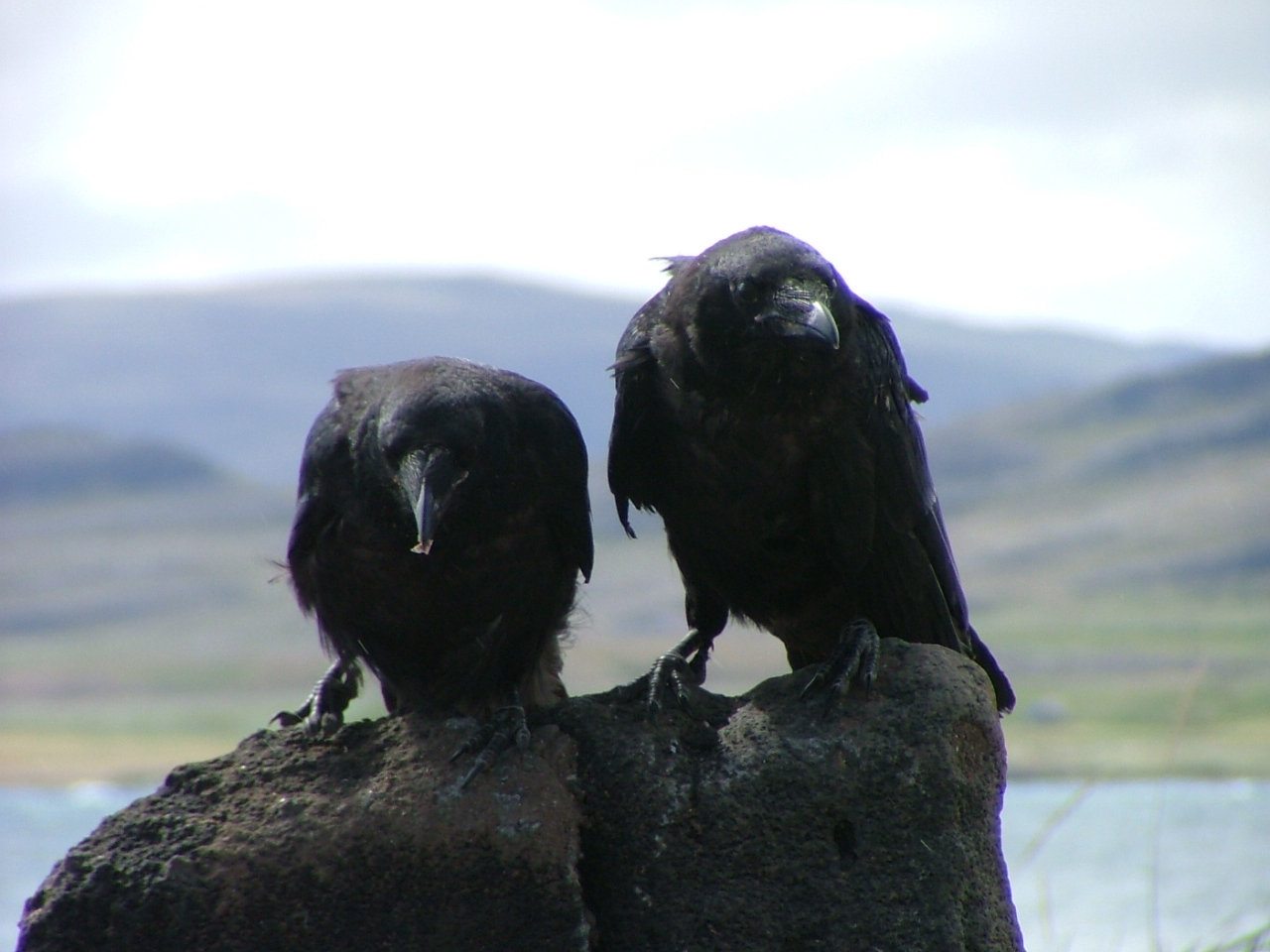
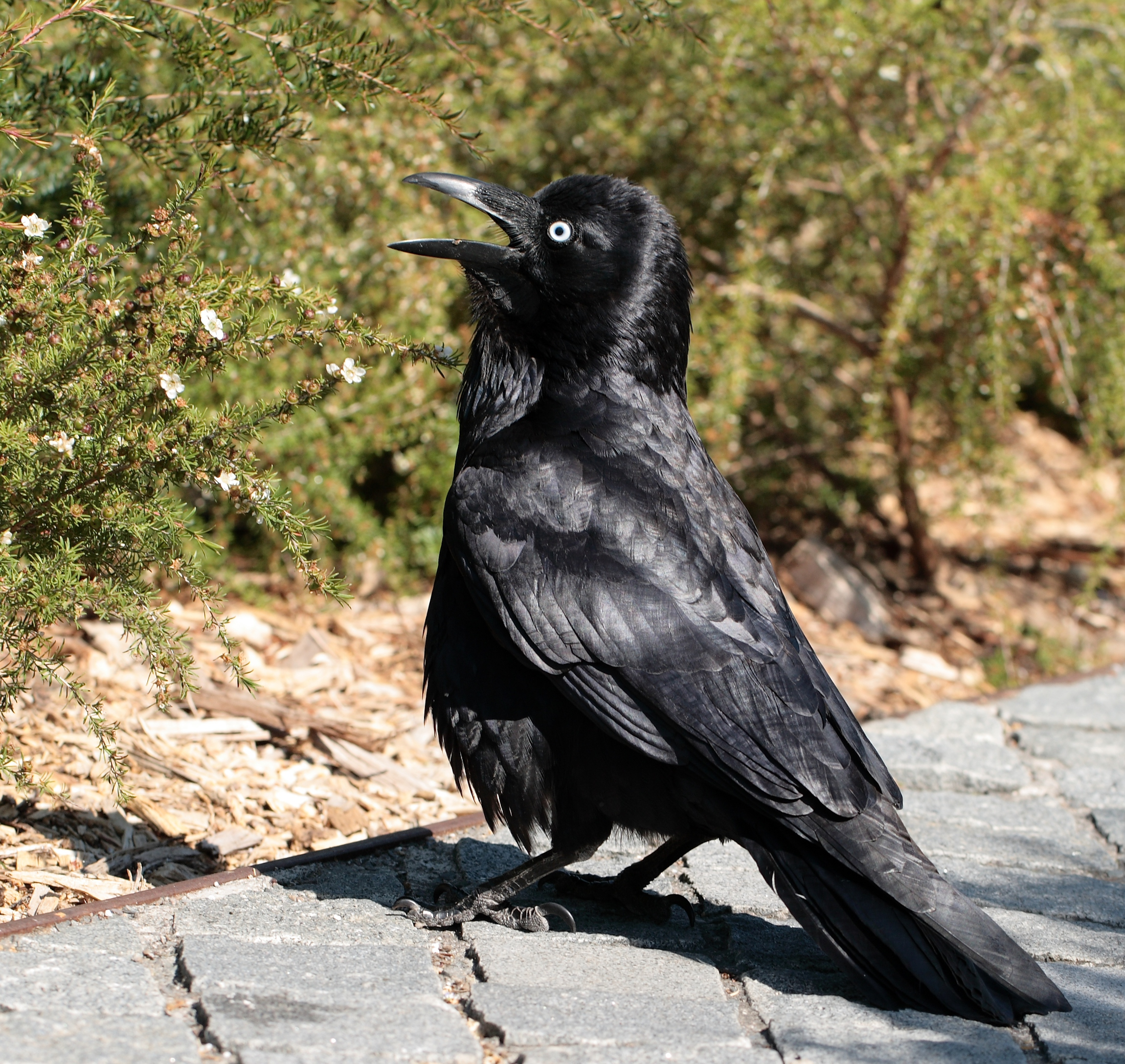
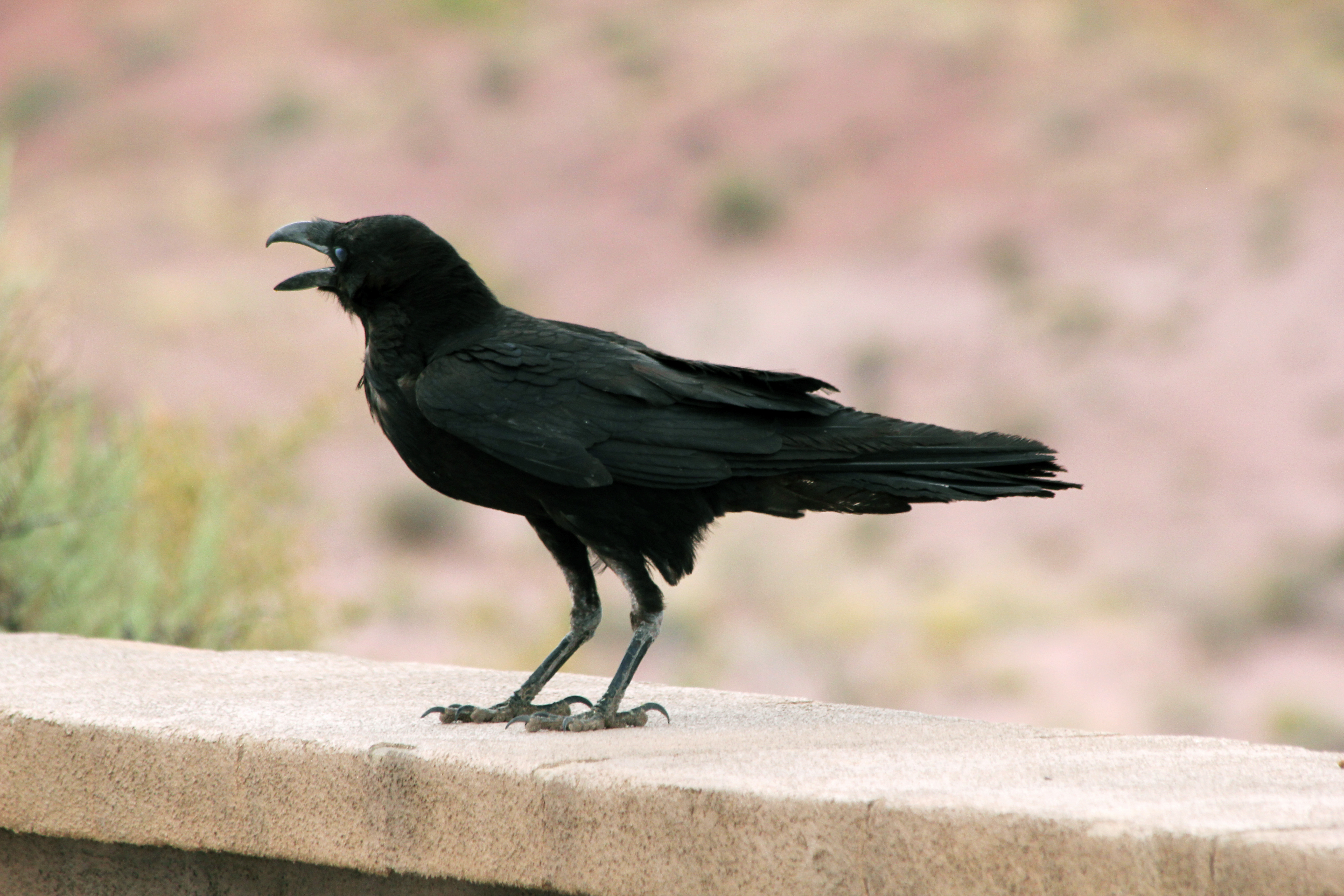
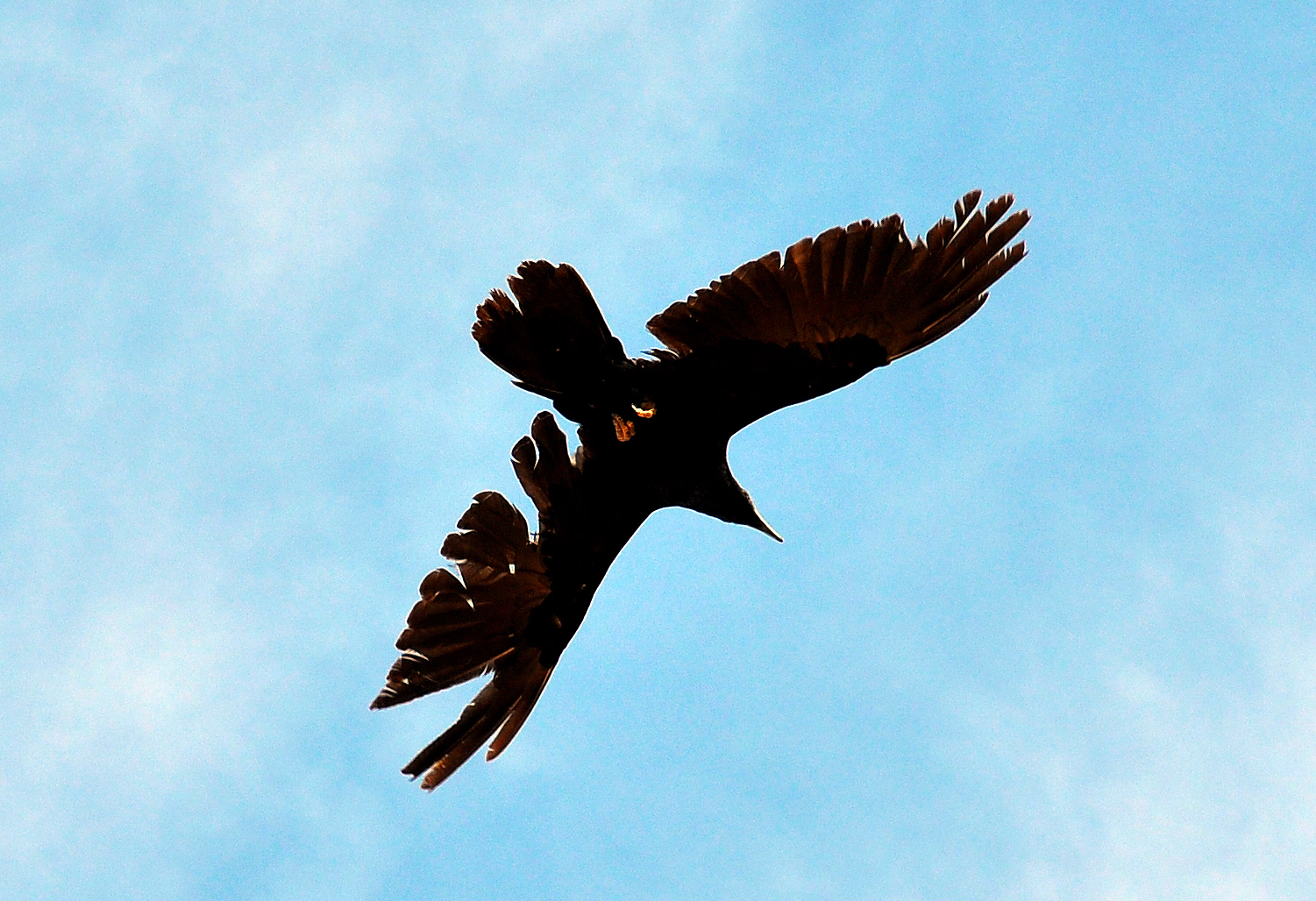
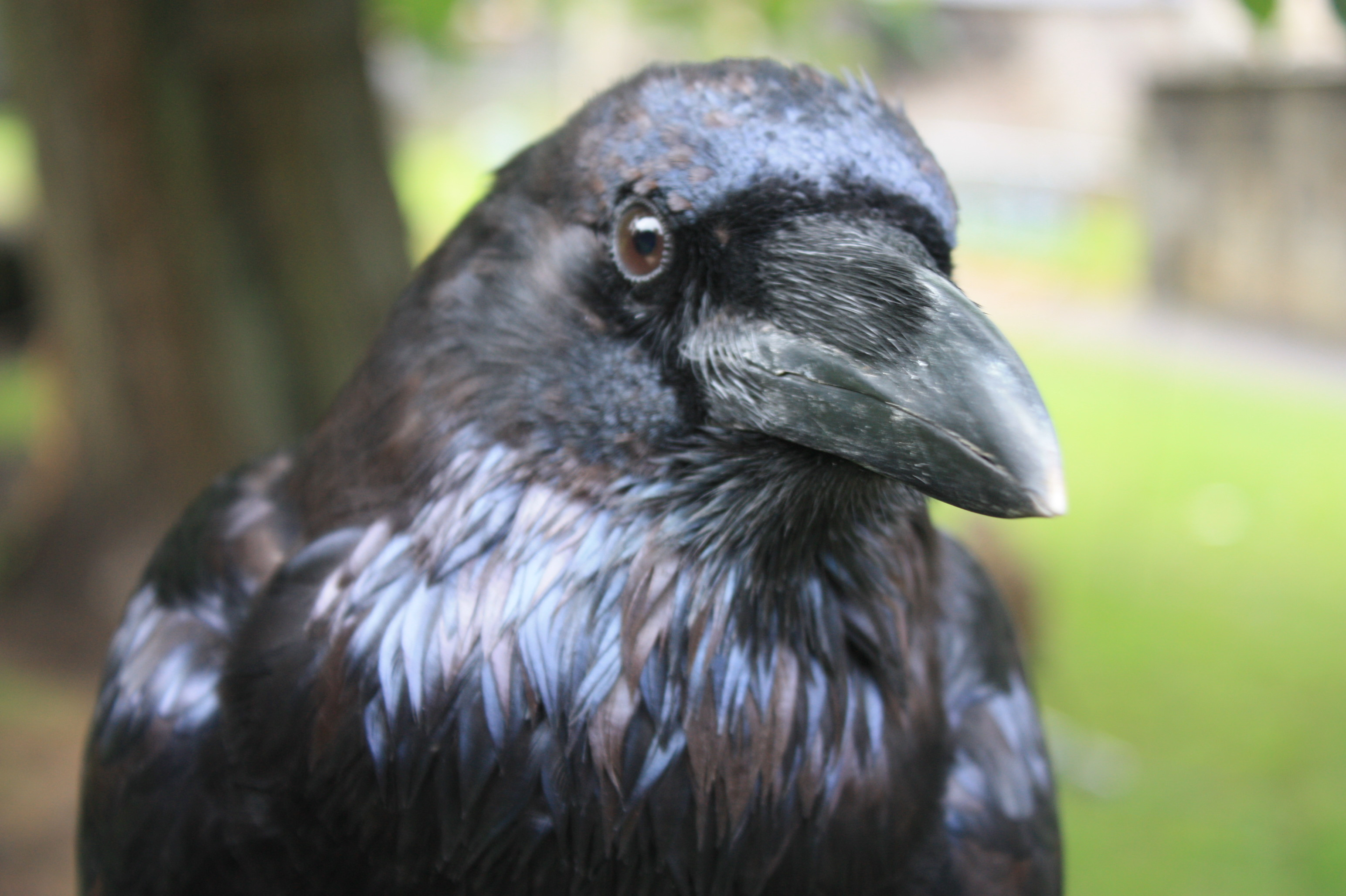
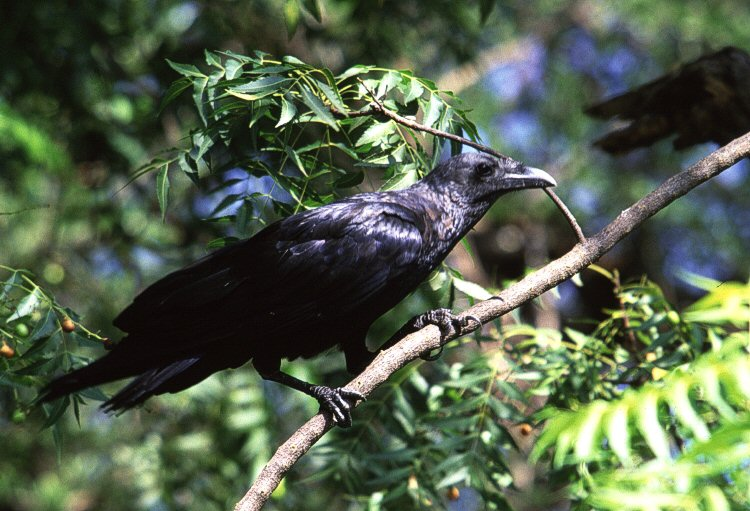
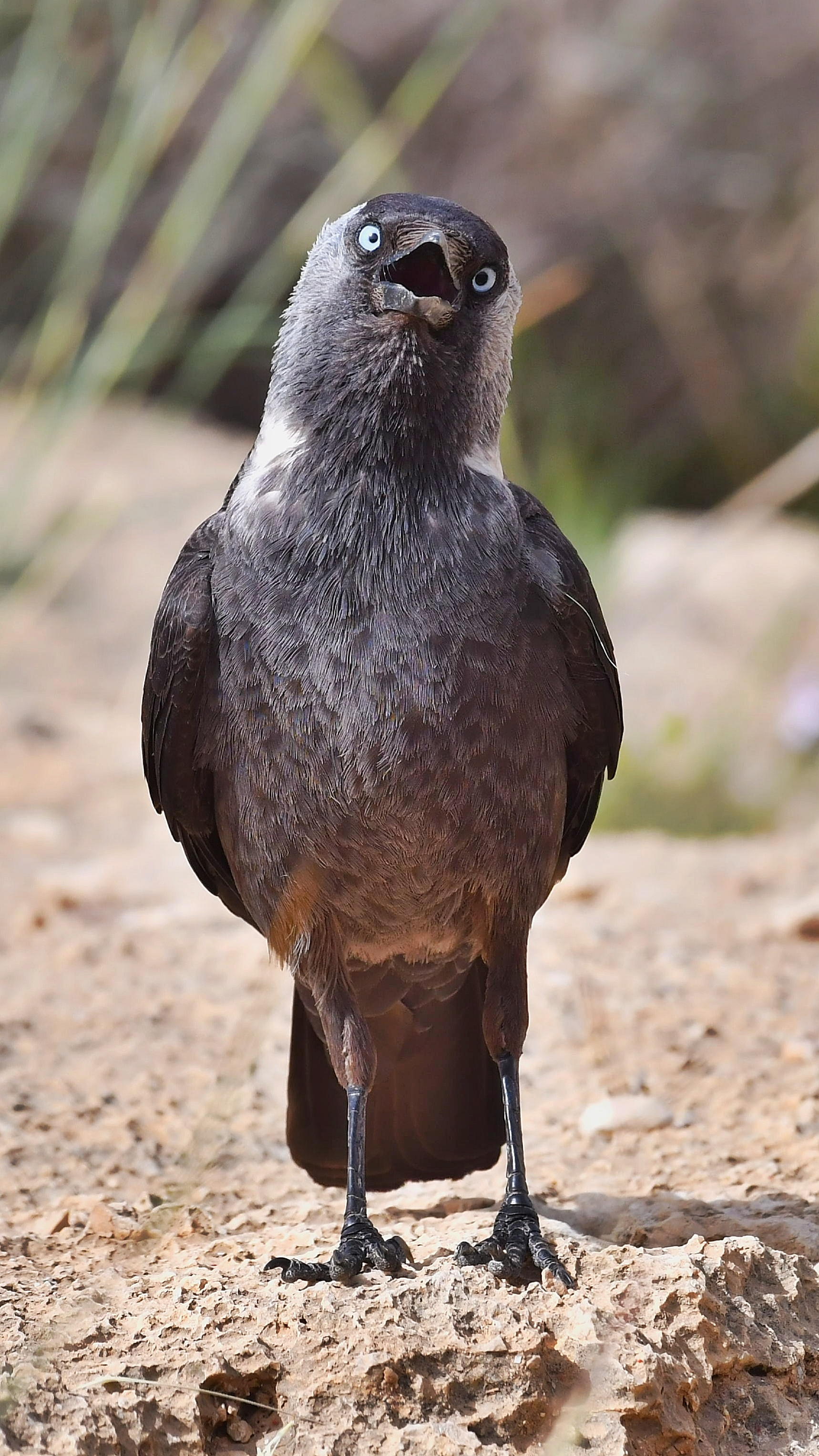

## وصلات خارجية
- Raven videos on the Internet Bird Collection
- North American ravens نسخة محفوظة 29 ديسمبر 2010 على موقع واي باك مشين. on eNature
- Corvid Corner A site about the raven family.
- The Raven Diaries Documenting the lives of wild ravens.